# Alfredo Seiferheld
Alfredo Maximiliano Seiferheld Ruschinski (pronunciado [ˈsaɪ̯feɾheld ɾuˈʃinski]; Villarrica, 26 de julio de 1950-Asunción, 3 de junio de 1988) fue un historiador, escritor y periodista paraguayo. Es reconocido por ser el primer autor paraguayo en investigar y publicar sobre la influencia del nazismo y el fascismo en el Paraguay.

## Biografía
Nació el 26 de julio de 1950, en la ciudad de Villarrica, Paraguay.Era hijo de inmigrantes judíos asquenazíes procedentes de Alemania y Rusia, refugiados que se habían establecido en esa localidad años antes, realizó sus primeros estudios en su ciudad natal, concluyéndolos posteriormente en Asunción.
En 1967 se graduó como bachiller, siendo distinguido con la medalla de oro por su desempeño académico, honor que también recibiría al obtener, en 1971, la licenciatura en historia por la Universidad Nacional de Asunción (UNA). A comienzos de la década de 1970 cursó estudios en la Universidad de La Sorbona, en París, Francia, y más tarde realizó estudios de posgrado en la Facultad de Filosofía de la UNA. Contrajo matrimonio con Bibi Yurita.
En 1986, obtuvo su doctorado con una tesis titulada Nazismo y fascismo en el Paraguay, investigación pionera que abordó la influencia de las ideologías totalitarias en el país. Seiferheld desarrolló una intensa actividad intelectual, siendo también un apasionado de la filatelia. Publicó Correos y sellos paraguayos (1975) y Filatelia, afición sin barreras (1976), además de fundar y presidir la Asociación Filatélica del Paraguay.
En el campo historiográfico, uno de sus aportes más significativos fue la publicación de Los judíos en el Paraguay (1981), una obra que documenta los procesos de colonización judía en el país. Paralelamente, desempeñó funciones periodísticas como colaborador y articulista del diario ABC Color, donde abordó temáticas histórico-políticas. Varias de sus notas fueron recopiladas en el volumen Conversaciones político-militares. Fundó la Editorial Histórica, orientada a la difusión del conocimiento histórico y político.
Fue corresponsal en Paraguay de la agencia Associated Press y de la revista Time.

## Obras
| Año  | Obra |
| ---- | --- |
| 1975 | Correos y sellos paraguayos                                                                                            |
| 1976 | Filatelia, afición sin barreras                                                                                        |
| 1980 | Las comunicaciones postales y telegráficas en el Paraguay de posguerra (1870-1900)                                     |
| 1981 | Los judíos en el Paraguay                                                                                              |
| 1983 | Economía y petróleo durante la guerra del Chaco: Apuntes para una historia económica del conflicto paraguayo-boliviano |
| 1984 | Conversaciones político-militares                                                                                      |
| 1984 | El Cabichuí en el contexto histórico de la Guerra Grande (con Ticio Escobar y otros)                                   |
| 1985 | Nazismo y fascismo en el Paraguay: Vísperas de la II Guerra Mundial 1936-1939                                          |
| 1986 | Nazismo y fascismo en el Paraguay: Los años de la guerra (1939-1945)                                                   |

## Honores
- Joven Sobresaliente por la Cámara Junior del Paraguay (1980).

- Integrante de Los 12 del Año (1982), distinción otorgada por la Radio Primero de Marzo 780 AM.

- Premio Dr. Manuel Domínguez, otorgado por Pablo León Burián, director de la Editorial El Lector.

- Premiado en concursos de filatelia y ajedrez.

- Homenajeado póstumamente con el nombramiento de una calle en Asunción.

## Membresías institucionales
- Academia Paraguaya de la Historia
- Asociación Filatélica del Paraguay
- Instituto de Estudios Geopolíticos y Relaciones Internacionales
- Instituto Sanmaritano del Paraguay
- Instituto Paraguayo de la Cultura Hispánica
- Instituto Dr. Eusebio Ayala
- Sociedad Dr. Eligio Ayala
- Sociedad Interamericana de Escritores Filatélicos
- Sindicato de Periodistas del Paraguay
- Postal History Society de Nueva York

## Fallecimiento

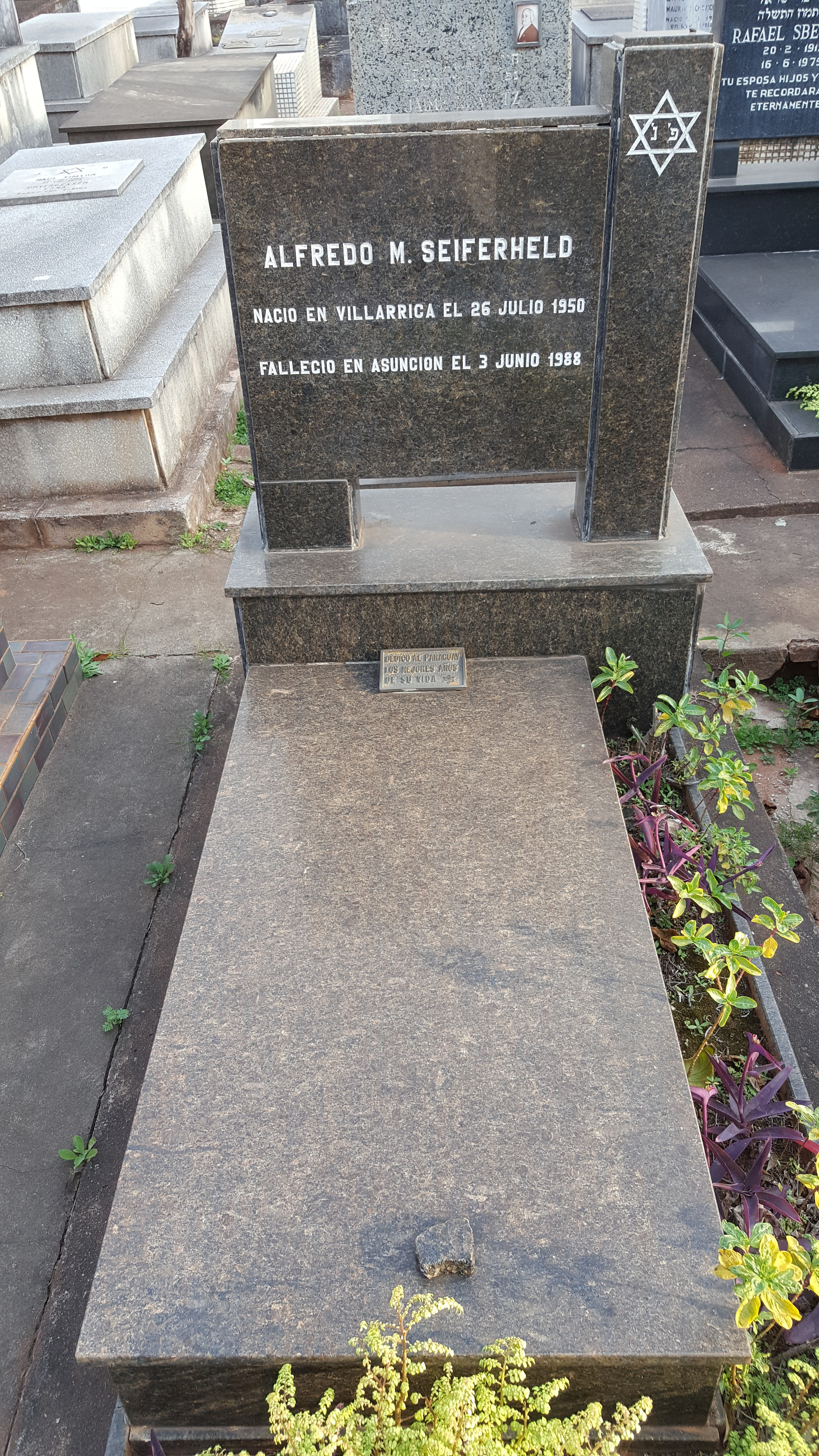
Tumba en donde reposan los restos de Alfredo Seiferheld.

Durante sus últimos años, marcados por una enfermedad que acabaría con su vida el 3 de junio de 1988, desarrolló una notable producción cultural. Su fallecimiento se produjo a la edad de 37 años y fue sepultado en el camposanto judío del Cementerio de la Recoleta, en Asunción.

## Recepción
Diversas figuras de la cultura paraguaya han destacado el legado intelectual y humano de Alfredo Seiferheld. El arquitecto y estudioso de la historia nacional, Jorge Rubiani, expresó:

«Alfredo ofreció a los paraguayos un espejo que desde el pasado nos devolvía, con inquietante fidelidad, la realidad paraguaya del presente; e hizo posible además conocer los hechos en su verdadera dimensión, desmitificarlos, argumentar sobre conflictos que adquirieron alguna notoriedad simplemente porque nunca se conoció la magnitud de su insignificancia. Los reportajes, estudios y análisis de Alfredo hicieron apagar muchas "versiones oficiales" consagradas por intereses que nada tuvieron que ver con la historia y permitieron que se nos devolviera la voz de los silenciados, de los excluidos de protagonistas esenciales camuflados en el anonimato impuesto por la burocracia de los mandos»

Por su parte, el compositor y musicólogo Luis Szarán comentó:

«Así era Alfredo; a cada paso nos enseñaba con ejemplos y con ironía a comprender, de una manera práctica y racional, las cuestiones más profundas de la vida»